# Sirius Rederi

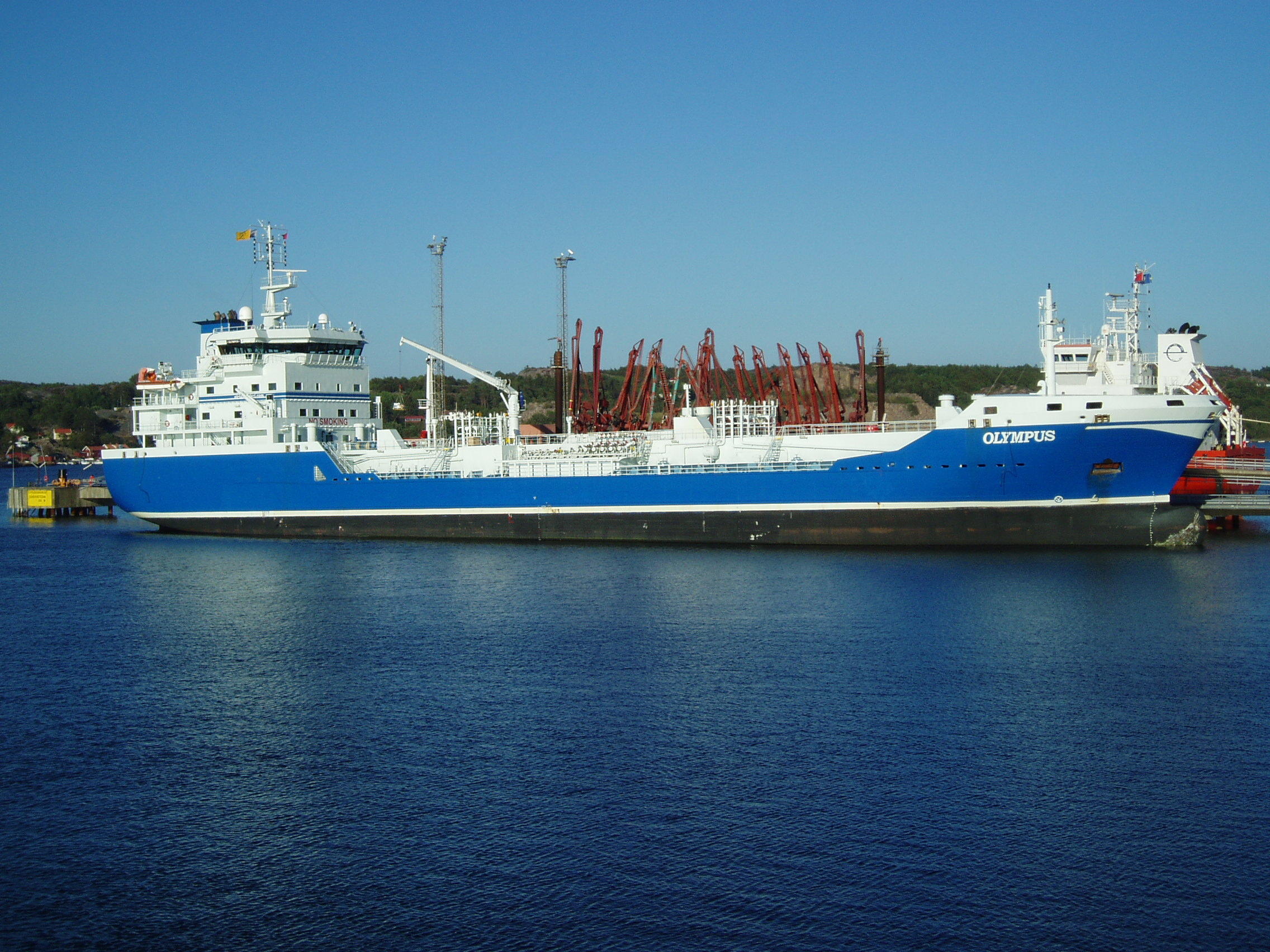
M/T Olympus vid Preemraff Lysekil

Sirius Rederi AB är ett svenskt rederi grundat på Donsö 1994. Dess flotta består av tankfartyg.

## Flotta
- M/T Scorpius
- M/T Olympus
- M/T Tellus
- M/T Nimbus
- M/T Neptunus
- M/T Nautilus
- M/T Lexus
- M/T Lotus
- M/T Coralius
- M/T Seagas
- M/T Saturnus
- M/T Mercurius